# Op het spoor van kwade zaken
Op het spoor van kwade zaken is het veertiende album uit de Douwe Dabbert-serie, verschenen in 1988. Het album bevat zes korte verhalen die in de jaren daarvoor los van elkaar in het weekblad Donald Duck waren verschenen.

## Samenvatting

### De struikrovers van Koeterwaal
Terwijl hij in de buurt is van het plaatsje Koeterwaal, wordt Douwe overvallen door drie gemaskerde rovers. Omdat ze in zijn (betoverde) knapzak niets vinden, nemen ze alleen zijn kleren mee. Uit zijn toverknapzak weet Douwe een nieuw stel kleren te halen, waarna hij het dorp ingaat en met de schout overlegt. Het blijkt dat de bende al geruime tijd actief is, maar de schout krijgt hen niet te pakken. Hij zegt erg graag Douwes hulp bij het opsporen en ontmaskeren van de bende te willen, zodat hij geen modderfiguur meer slaat.
Inmiddels heeft Douwe twee van de drie overvallers, Arie en Krelis, herkend in de herberg waar hij overnacht. Hij verdenkt inmiddels de waard ervan de derde man (tevens de hoofdman) te zijn. Samen met de schout bereidt Douwe een plan voor om de rovers bij de eerstvolgende gelegenheid in de kraag te vatten. De schout zal op een nacht dat de rovers weer zullen toeslaan, beneden bij de herberg op wacht staan. Die avond blijken Arie en Krelis zich in hun roversvermomming echter reeds in Douwes kamer te bevinden, ook hun hoofdman komt even later naar binnen. Douwe weet de drie weg te jagen. De hoofdman komt eerst nog met zijn hand vast te zitten tussen het schuifraam.
De volgende morgen stuurt Douwe het dienstmeisje al vroeg naar de schout in het naburige Grijnsdiep. Even later arriveert de schout van Koeterwaal bij de herberg, die verbijsterd is aangezien Douwe hem niet heeft gewaarschuwd na gisteravond. Ze gaan gezamenlijk naar het plein, waar Douwe eerst Alie en Krelis als de schuldigen aanwijst. Dan trekt hij een van de handschoenen van de schout uit, waarop de hand in het verband blijkt te zitten. Net op dat moment arriveert de schout van Grijnsdiep en hij rekent de drie in.

### Woeste Willem
Douwe weet een beruchte stroper, genaamd Willem, uit te schakelen door hem in een van zijn eigen strikken te vangen.

### Vis à vis
Een haveloze man die in dezelfde vijver als Douwe vist, probeert tevergeefs Douwes vangst probeert af te pakken; Douwes toverknapzak steekt hier een stokje voor.

### Twee gauwdieven en een picknickmand
Terwijl Douwe met een bevriende familie aan het werk is op het platteland, wordt hun middageten gestolen door twee landlopers. Na een wilde achtervolging weet Douwe dankzij zijn toverknapzak de echte mand te verwisselen met een valse, waar alleen stenen in zitten.

### Een scheve schaats
Terwijl Douwe midden in de winter in een dorp komt en probeert wat te schaatsen, krijgt hij het aan de stok met de zoon van de burgemeester. Dit is een vervelend mannetje dat iedereen pest, maar Douwe zet hem eens flink op zijn nummer.

### Kleren maken de man
In het dorpje waar Douwe nu is en waar hij met een paar vrienden aan het vissen is, blijkt ineens een nieuwe, erg strenge veldwachter te zijn. In werkelijkheid is dit een zwerver die vermoedelijk het uniform van de echte veldwachter heeft gestolen. De "veldwachter" wordt ontmaskerd door de burgemeester, die zich geheel onopvallend had voorgedaan als een van de vissers.